# Municipio de Washington (condado de Chautauqua)
El municipio de Washington (en inglés: Washington Township) es un municipio ubicado en el condado de Chautauqua en el estado estadounidense de Kansas. En el año 2010 tenía una población de 85 habitantes y una densidad poblacional de 0,7 personas por km².

## Geografía
El municipio de Washington se encuentra ubicado en las coordenadas 37°8′41″N 96°1′47″O / 37.14472, -96.02972. Según la Oficina del Censo de los Estados Unidos, el municipio tiene una superficie total de 122.25 km², de la cual 120,92 km² corresponden a tierra firme y (1,09 %) 1,33 km² es agua.

## Demografía
Según el censo de 2010, había 85 personas residiendo en el municipio de Washington. La densidad de población era de 0,7 hab./km². De los 85 habitantes, el municipio de Washington estaba compuesto por el 95,29 % blancos y el 4,71 % eran de una mezcla de razas. Del total de la población el 0 % eran hispanos o latinos de cualquier raza.